# Pont Saint-Nicolas de Campagnac
Pour les articles homonymes, voir Saint-Nicolas.

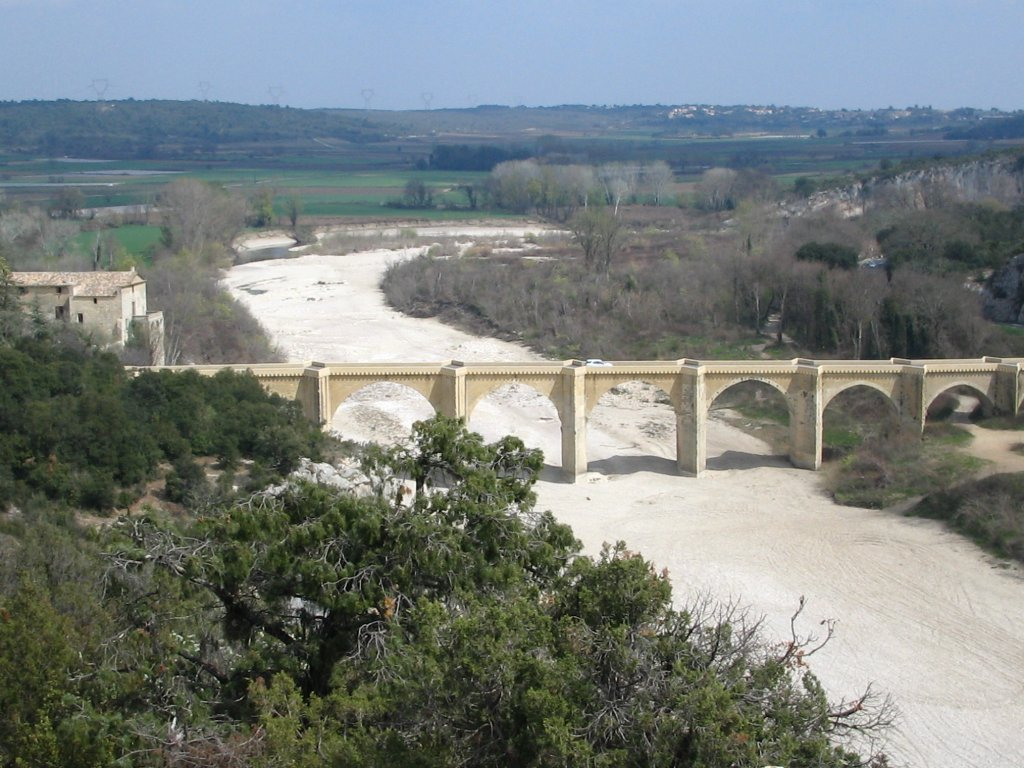
Le pont Saint-Nicolas de Campagnac.

Le pont Saint-Nicolas de Campagnac est un pont en arc médiéval au-dessus du Gardon, datant du XIIIe siècle reliant les villes de Nîmes et Uzès dans le Sud de la France. Construit de 1245 à 1260, il se situe à Sainte-Anastasie. Il mesure 120 mètres de long pour une hauteur de 18 mètres à son tablier.

## Histoire
Aux temps romains, une intense activité de charrois, cavaliers, mulets et piétons se croisait aux gués de Sainte-Anastasie et de Dions, non loin de la voie romaine. Mais, lors des crues d'hiver, seuls le piéton ou le cavalier parvenaient, d'un grand détour, à traverser la rivière au pont du Gard par un étroit cheminement le long des piliers, au premier étage des arches ; ce passage était si étroit que les mules à bât ne pouvaient s'y risquer.
Bâti de 1245 à 1260 par les moines de l'ordre des frères pontifes, le pont Saint-Nicolas de Campagnac avec ses arches ogivales établit la précieuse liaison entre Nîmes et Uzès. Plus tard, pendant les guerres de religion, il devint le lieu crucial des combats. Occupé par les protestants, il permettait de conserver le contact entre les deux villes alliées ; enlevé par les troupes royales ou les Guisards, il isolait les deux cités.
Sous Charlemagne, la région de Campagnac était une aimable étendue de collines et de prés en bordure du Gardon, fort à l'écart des routes et des villages. Quelques misérables ménages, loin de tout, logeaient dans des huttes de bois et de roseaux, cultivant un lopin maraîcher et vivotant d'une ou deux chèvres et de braconnage  région oubliée reçut une existence administrative en l'an 896 quand le roi d'Arles, Louis l'Aveugle, concéda la terre de Campagnac à Amélius II, évêque d'Uzès.
Cent ou deux cents ans plus tard, un autre évêque d'Uzès s'avisa d'utiliser ce lieu perdu pour la méditation des moines. Il le confia à l'ordre des Augustins qui possédait déjà l'abbaye Saint-Ferréol d'Essômes aux portes d'Uzès. On ignore la date de fondation de ce prieuré de Saint-Nicolas de Campagnac. Mais il existe un état de Louis VII, roi de France, adressé en 1156 à l'évêque d'Uzès qui cite le prieuré pour la première fois. De même, on trouve un écrit de l'abbé Pons, prieur de Saint-Nicolas, qui est daté de 1188.
Cependant, les liaisons entre Uzès et Nîmes devenaient de plus en plus fréquentes ; le charroi du blé, du vin, de la bière et des matériaux s'amplifiait. Il fallait ouvrir une grande voie facile reliant Nîmes à Uzès. L'évêque Pons de Becmil s'y employa avec une telle ardeur que, bientôt, on le nomma communément « l'évêque du Pont ».
La physionomie du pont a été très modifiée sous le Second Empire (1862) avec le rehaussement général du tablier du pont médiéval d'origine et le creusement, rive gauche, de la route actuelle, dans le rocher du prieuré dont plusieurs éléments disparaissent, permettant ainsi d'éviter le passage devant l'ancien prieuré de Saint-Nicolas de Campagnac le long du Gardon. Le 24 août 1944, la Wehrmacht, dans sa retraite, fait sauter deux arches de l'ouvrage.
À la suite des inondations du 9 septembre 2002, le Gardon est passé à environ trois mètres au-dessus du tablier du pont, lequel fut particulièrement endommagé. Une plaque en marbre fixée dans le rocher côté rive droite constitue le repère de cette crue. Les travaux de restauration du pont ont duré plus de sept mois durant lesquels l'axe Uzès-Nîmes fut coupé. À cette occasion, le tablier subit une discrète et nouvelle modification : il est légèrement élargi pour permettre un meilleur croisement des véhicules. Cette opération a été rendue possible par le fait que le pont ne bénéficie pas de mesures de protections au titre des monuments historiques à la suite des multiples modifications et outrages subis depuis le milieu du XIXe siècle.